# Храм Воздвижения Креста Господня в Никольском единоверческом монастыре

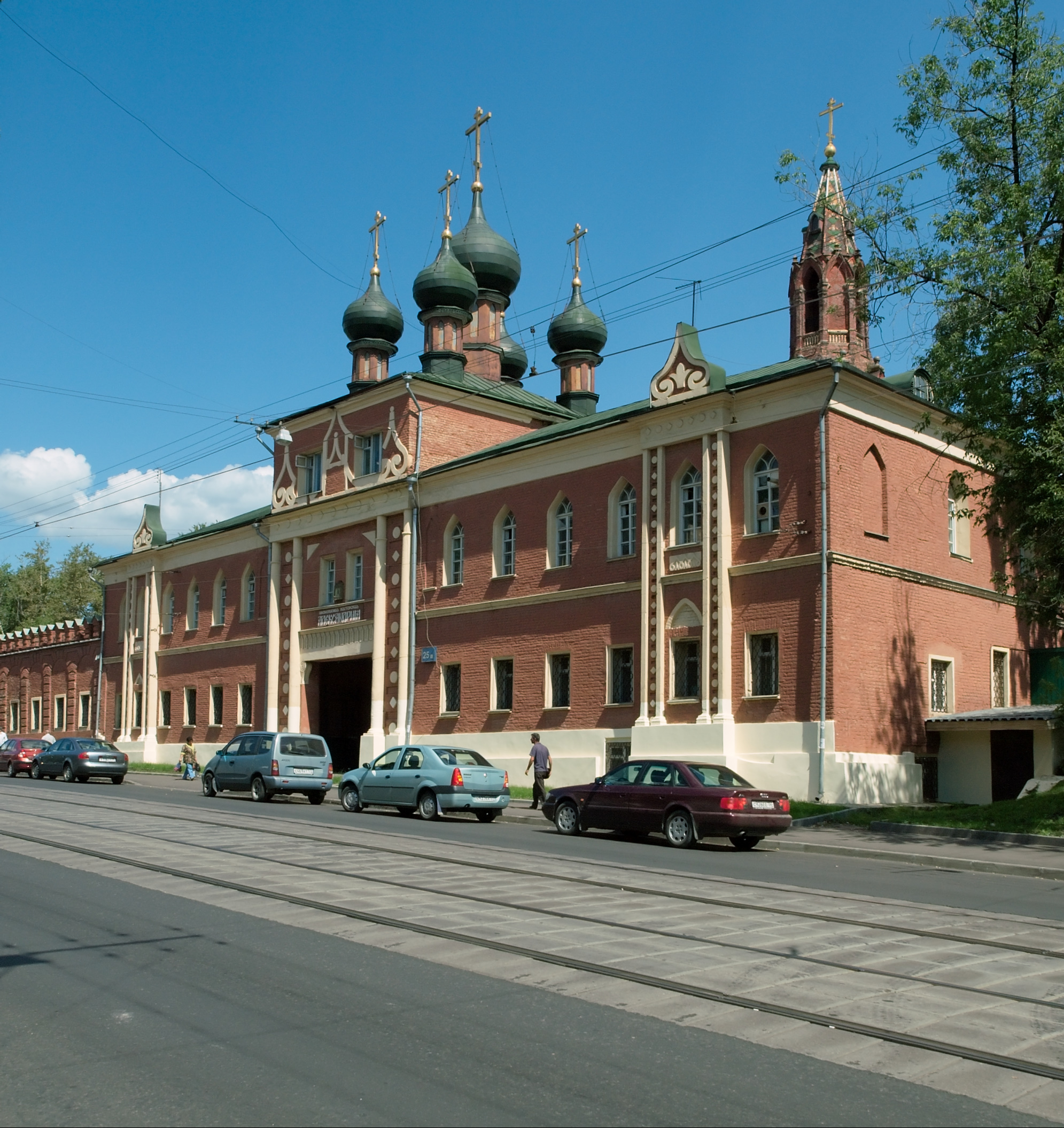
Храм Воздвижения Креста Господня,
со стороны Преображенского вала

Храм Воздвижения Креста Господня в Никольском единоверческом монастыре — бывший православный храм находится на территории бывшего Никольского единоверческого монастыря. Храм является надвратным и поэтому к нему примыкает двухэтажное здание.
Храм расположен в районе Преображенское, Восточного административного округа города Москвы.
Адрес храма: ул. Преображенский вал, 25, корп. 1.

## История храма
Тёплый, над западными воротами храм построен в 1801 году, а освящен святителем Филаретом, митрополитом Московским 19 декабря 1854 года.
Центральная часть всего здания двухэтажная, по краям к нему впритык пристроены одноэтажные флигеля.

«Церковь 1811 г., архитектор Ф. К. Соколов». «Теплая надвратная пятиглавая церковь устроена из бывшей федосеевской беспоповской Крестовоздвиженской молельни по образцу Поморской киновии; освящена в 1854 году во имя Воздвижения Честного Креста Господня. В храме остались те же древние иконы, что были в молельне. В нижнем этаже мужское начальное народное училище для мальчиков, открытое в 1855 году на средства монастыря».

«К церкви примыкает двухэтажное здание, где с 1883 года находилась знаменитая библиотека древнерусских рукописей и книг, завещанная монастырю А. И. Хлудовым. До открытия монастыря помещавшаяся в нижнем этаже церковно-приходская школа содержалась на средства федосеевцев».

### История после 1917 года
После закрытия Никольского единоверческого монастыря, некоторое время храм продолжал быть действующим.
Но так как бывшая монастырская, приходская школа находившаяся в двухэтажном пристроенном к храму здании, после декрета об отделении Церкви от Государства и Школы от Церкви, перешла в ведение государственного образовательного комитета, то остро встал вопрос о закрытии храма.
Храм был закрыт в середине 1920-х годов и некоторое время использовался как помещения для существовавшей в пристроенном здании школы.
Потом храм и пристроенное к нему здание были превращены в общежитие, все пять глав были сломаны.
А в 1960-е годы внутри закрытого храма помещались жилые квартиры.
Ограда с башнями уничтожена, за исключением небольшого фрагмента с севера от храма стороны.
В 1980 годы внутри находился трест «Росдорстройматериалы».
В 1990 году наименование организации занимающей здание храма звучит так: «Производственное объединение по добыче и переработке дорожно-строительных материалов „Росдориндустрия“ Минавтодора РСФСР».
С середины 1990-х годов сильно перестроенное здание в котором был храм передано Церкви.
В здании разместилась реставрационно-иконописная мастерская «Александрия», на средства которой был проведён капитальный ремонт, восстановлены все 5 куполов и вызолочены кресты на куполах.